# ヒックとドラゴン (映画)
『ヒックとドラゴン』（原題: How to Train Your Dragon）は、2010年のアメリカの3Dアニメ映画。監督は『リロ・アンド・スティッチ』のディーン・デュボアとクリス・サンダース。イギリスの児童文学作家クレシッダ・コーウェルの同名の児童文学が原作である。北米では約2億1700万ドル以上の興行収入を上げている。また、このヒットを受けて続編の制作が決定した。続編は2014年6月13日に全米公開されている。

## ストーリー
はるか北の海に浮かぶバーク島。そこに暮らすバイキング一族は、長きにわたってドラゴンと争い続けていた。鍛冶屋で修業中のひ弱な少年・ヒックは、立派なバイキングになることを夢見ているが何かと問題を起こすばかり。村にたびたび襲来するドラゴンとの戦いではいつも邪魔者扱いされていた。ヒックの父で、村のリーダーでもあるストイックも、変わり者の息子の扱いに悩んでいた。
ドラゴンが襲来したある未明、ヒックは自ら発明した投擲機で、最も危険とされるドラゴンのナイト・フューリーを捕えることに成功する。ナイト・フューリーを倒せばきっと誰もが認めてくれる。しかし森の中で傷を負ったフューリーを見つけても、ヒックは殺すことができなかった。彼は飛べなくなったフューリーを「トゥースレス（歯無し、日本語吹き替え版ではトゥース）」と名付け、互いに警戒しながらも少しずつ距離を縮めていく。トゥースを再び飛べるようにするために飛行訓練を重ねながら、ヒックはドラゴンの習性を覚え、それをドラゴン訓練に活かして上手く立ち回っていく。
次第に周囲から注目を集めるようになったヒックは、父・ストイックをはじめ、ドラゴンを敵と決めつけるバイキングたちの意識をどうにか変えたいと思うようになる。

## キャラクター
※声優は原語版/日本語版の順
ヒック(Hiccup Horrendous Haddock Ⅲ)
声 - ジェイ・バルチェル / 田谷隼
族長の息子である見習いバイキングの少年。皮肉っぽい独特のユーモアで、村でも変わり者扱いされている。体つきは貧弱でおよそ戦いには向かない。一人前のバイキングになろうと奮闘しているが、やる気が空回りして面倒を起こすこともしばしば。鋭い観察力と柔軟な思考を持ち、トゥースとの出会いからドラゴンに対する認識を改めていく。小さい頃からゲップの鍛冶屋で修業を続けており、物作りの腕は確か。トゥースを再び飛ばそうと試行錯誤を繰り返すうちに、敵であるはずのドラゴンと強い絆で結ばれ、ドラゴンの真実も知っていく。
ストイック(Stoick tha Vast)
声 - ジェラルド・バトラー / 田中正彦
ヒックの父で、バーク島に暮らすバイキング達のリーダー。大柄で、巨大な赤ひげが特徴。あまりにもバイキングらしくない一人息子を心配しながらも、どうすればよいのか悩みが尽きない。ヒックとは会話もうまくいかず、大抵はどちらかの一方通行。ゲップとは旧知の間柄で、大きな信頼を寄せている。頑固さと潔さを併せ持った偉大な統率者であり、ドラゴンとの戦いでも先陣を切る、バーク島で最強のバイキング。
アスティ(Astrid Hofferson)
声 - アメリカ・フェレーラ / 寿美菜子
優秀な見習いバイキングの長い金髪を三つ編みにした容姿端麗な美少女。クールで逞しく、ヒックにとっては憧れの存在。ドラゴンとの戦いに責任を感じており、競争心が強い。訓練での真剣さも人一倍で、急に成績を上げはじめたヒックをライバル視するようになる。挙動不審なヒックのトゥースとの関係を知って戸惑うが、トゥースの背に乗って空を飛ぶことで心を動かされていく。
ゲップ(Gobber the Belch)
声 - クレイグ・ファーガソン / 岩崎ひろし
陽気で冗談好きなバーク島の鍛冶屋。ストイックの友人で、ヒックにとっては鍛冶の師匠でもある。見習いバイキングのドラゴン訓練で教官をつとめ、持ち前の実践主義で見習いたちを鍛えていく。ドラゴンとの戦いで失った左腕と右脚は義肢になっているが、戦士としていまだに現役。義手は様々な道具を付け替えることができる。
スノット(Snotlout Jorgenson)
声 - ジョナ・ヒル / 淺井孝行
屈強な見習いバイキングの少年。少々うぬぼれ屋の力自慢で、頭より先に体が動くタイプ。無鉄砲なフシがあり、後先考えずに行動することも多い。訓練中にアスティを口説いている。
フィッシュ(Fishlegs Ingerman)
声 - クリストファー・ミンツ＝プラッセ / 宮里駿
大柄な見習いバイキングの少年。温厚な性格。ドラゴンマニュアルを熟読しており知識は豊富だが、訓練では余裕を失い、いまひとつ成果が出ない。
タフ(Tuffnut Thorston)
声 - T・J・ミラー / 南部雅一
見習いバイキングの少年。ラフとは双子の兄妹。口が悪く挑発的で、それが油断につながることも。ラフとの口喧嘩はしょっちゅう。
ラフ(Ruffnut Thorston)
声 - クリステン・ウィグ / 村田志織
見習いバイキングの少女。タフとは双子の兄妹。口の悪さは変わらず、タフに対してよく手が出る。タフとの口喧嘩はしょっちゅう。
その他日本語吹き替え：相沢正輝、楠見尚己、林真里花、白熊寛嗣、堀越真己、高瀬右光、長松博史、遠藤純一、野中秀哲、白石充、藤吉浩二、荻野晴朗、新田英人、瀬戸武士、佐藤健輔、竹内良太、永田昌康、山口りゅう、乃神亜衣子

## 登場するドラゴン
ナイト・フューリー（Night Fury）
その姿を見て生きて帰った者はおらず、ドラゴンマニュアルで唯一「戦うな」と書かれたドラゴン。「稲妻と死神の間に生まれた子ども」「もし出くわしたら、姿を隠してひたすら祈るのみ」とだけあり、姿や体長、飛行スピードなどほとんどが不明。バーク島のバイキングにとっては最大の脅威のひとつ。
漆黒の鱗に全身を覆われ、金色の眼をもつ。耳のような板状の角の動きで感情を読み取れる。知られているドラゴンの中では最も知能が高い。飛びぬけた飛行能力を備え、大きな翼で垂直に飛び立つこともできる。バイキングたちへの警告は、急降下で発生する甲高い風切り音のみ。標的を吹き飛ばす青白い炎は半固形のアセチレンと酸素の塊で、命中率は百発百中（劇中ではテリブル・テラーの口にも撃ち込んでいる）。新鮮な魚を好んで食べ、海蛇は顔を背けるほど嫌い。
バーク島の襲撃では決して姿を見せず、獲物も狙わない。闇に紛れてバイキングの武装を破壊していたところをヒックに撃ち落とされ、尻尾の先にある小さな翼の片方を失う。歯を出し入れできることから、ヒックに「トゥース（英語版ではToothless＝歯無し）」と名づけられ、徐々に心を通わせていく。しかし作中、ナイト・フューリーはヒックに関わっていくこの1頭しか出てこない。
デッドリー・デンジャー（Deadly Nadder）
青い鱗と黄色い棘をもつ、鳥のようなドラゴン。見た目の美しさゆえにうぬぼれ屋だが、短気なうえに凶暴。頑丈な頭で武器をはね飛ばし、尻尾を覆う無数の棘を撃ち出すことができる。マグネシウム100パーセントの炎は一直線に吐き出され、鉄を一瞬で溶かすほど高温。
グロンクル（Gronckle）
小さな翼に全身が瘤だらけの肥満型ドラゴン。防御力に優れる。後ろ向きに飛んだり空中で止まったりと飛行能力は低くない。岩石を噛み砕き、体内で酸素と混ぜ合わせて火炎弾を撃ち出すが、連続して撃てるのは6発まで。目が悪く、獲物と間違えて関係ない物をさらっていくこともある。非常にのんびりした性質。飛びながら居眠りすると、海に落ちるか山にぶつかるまで目覚めない。
ダブル・ジップ（Hideous Zippleback）
ひとつの胴体に頭と尾を二つずつもつドラゴン。長い二本の首がジッパーのようにつながるのでこの名がついた。それぞれの頭に意思があり、意見が食い違うこともある。一方の頭が爆発性のガスを吐き出し、もう一方がそこに火花を散らして吹き飛ばすという独特の攻撃を使う。ドラゴンは頭を濡らせば炎を吐けなくなるだけに、戦うにはどちらの頭か見分ける必要がある。
モンスター・ナイトメア（Monstrous Nightmare）
赤と黒の模様に鋭い棘、蛇のような首と尾が特徴の、好戦的で残忍なドラゴン。ゼリー状の燃え盛るガソリンを吐くため、地形に沿って流れる炎には注意が必要。また炎の特性を活かし、全身を炎で包み込んで攻撃してくる。バーク島を襲うドラゴンの中でもくせ者で、倒せるのは最強のバイキングのみ。ヒックはドラゴン訓練の最終試験として、このドラゴンと戦うことになるが……。
テリブル・テラー（Terrible Terror）
チワワほどの大きさの、最も小さいドラゴン。群れを成すが喧嘩ばかりしている。餌を取ることも満足にできないのは、ほかのドラゴンに取られるため。ヒックが魚を与えると、その一匹はヒックにすり寄って眠り込んでしまう。この出来事も、ヒックのドラゴンに対する考え方を変えていく。
レッド・デス（Red Death）
他のドラゴンを大きく上回る、山のような巨体の超大型ドラゴン。6つの眼を持ち死角は無く、強烈な火炎を吐く。ドラゴン達が食料を奪っていったのはこのドラゴンに献上するのが主目的で、貢ぎ物に問題があるとドラゴンをも喰らってしまう。その圧倒的な恐怖で他のドラゴン達を実質的に支配していた。

## 製作
監督のひとりであるディーン・デュボアは「遊園地のような飛び出す3D映像にしたくなかった」、「画面に引き込まれるような3Dにすることを心がけた」とインタビューで語った。撮影アドバイザーとしてロジャー・ディーキンスが参加し、彼の助言により自然光を意識した撮影が行われた。
両監督は宮崎駿やスタジオジブリ作品のファンであり、本作の飛行関連のシーンは『紅の豚』や『魔女の宅急便』の影響下で作られた。

なお主人公のヒックとトゥースのキャラクターデザインは、ドリームワークス・アニメーションに在籍している野口孝雄が担当した。

### 音楽
ジョン・パウエルが本作の音楽を担当し、サウンドトラック盤がアメリカで2010年3月23日、日本で7月28日に発売された。()は日本語版のタイトル。
| 全作詞・作曲: ジョン・パウエル。 |                                                          |                  |                  |      |
| #                                | タイトル                                                 | 作詞             | 作曲・編曲       | 時間 |
| 1.                               | 「This Is Berk（バーク島）」                             | ジョン・パウエル | ジョン・パウエル | 4:10 |
| 2.                               | 「Dragon Battle（ドラゴンの襲撃）」                      | ジョン・パウエル | ジョン・パウエル | 1:55 |
| 3.                               | 「The Downed Dragon（撃ち落とされたドラゴン）」          | ジョン・パウエル | ジョン・パウエル | 4:16 |
| 4.                               | 「Dragon Training（ドラゴン退治の訓練）」                | ジョン・パウエル | ジョン・パウエル | 3:11 |
| 5.                               | 「Wounded（怪我していたドラゴン）」                      | ジョン・パウエル | ジョン・パウエル | 1:25 |
| 6.                               | 「The Dragon Book（ドラゴンの書）」                      | ジョン・パウエル | ジョン・パウエル | 2:22 |
| 7.                               | 「Focus, Hiccup!（集中しろヒック!）」                    | ジョン・パウエル | ジョン・パウエル | 2:05 |
| 8.                               | 「Forbidden Friendship（許されざる友情）」               | ジョン・パウエル | ジョン・パウエル | 4:11 |
| 9.                               | 「New Tail（新しい尾ビレ）」                             | ジョン・パウエル | ジョン・パウエル | 2:48 |
| 10.                              | 「See You Tomorrow（また明日）」                         | ジョン・パウエル | ジョン・パウエル | 3:56 |
| 11.                              | 「Test Drive（テスト飛行）」                             | ジョン・パウエル | ジョン・パウエル | 2:36 |
| 12.                              | 「Not So Fireproof（防具はいらない）」                   | ジョン・パウエル | ジョン・パウエル | 1:12 |
| 13.                              | 「This Time For Sure（大切な時間）」                     | ジョン・パウエル | ジョン・パウエル | 0:44 |
| 14.                              | 「Astrid Goes For A Spin（アスティもびっくり）」         | ジョン・パウエル | ジョン・パウエル | 0:43 |
| 15.                              | 「Romantic Flight（ロマンティックな飛行）」              | ジョン・パウエル | ジョン・パウエル | 1:56 |
| 16.                              | 「Dragon's Den（ドラゴンの巣）」                         | ジョン・パウエル | ジョン・パウエル | 2:29 |
| 17.                              | 「The Cove（入り江）」                                   | ジョン・パウエル | ジョン・パウエル | 1:11 |
| 18.                              | 「The Kill Ring（キル・リング）」                        | ジョン・パウエル | ジョン・パウエル | 4:29 |
| 19.                              | 「Ready The Ships（ドラゴン退治出撃!）」                 | ジョン・パウエル | ジョン・パウエル | 5:14 |
| 20.                              | 「Battling The Green Death（グリーン・デスの戦い）」     | ジョン・パウエル | ジョン・パウエル | 6:18 |
| 21.                              | 「Counter Attack（返り討ち）」                           | ジョン・パウエル | ジョン・パウエル | 3:05 |
| 22.                              | 「Where's Hiccup?（ヒックはどこだ?）」                   | ジョン・パウエル | ジョン・パウエル | 2:44 |
| 23.                              | 「Coming Back Around（トゥースに乗って）」               | ジョン・パウエル | ジョン・パウエル | 2:51 |
| 24.                              | 「Sticks & Stones（スティック＆ストーン）」(歌: Jónsi)   | ジョン・パウエル | ジョン・パウエル | 4:06 |
| 25.                              | 「The Vikings Have Their Tea（バイキングはお茶の時間）」 | ジョン・パウエル | ジョン・パウエル | 2:03 |
| 合計時間:                        | 合計時間:                                                | 71:57            |                  |      |

## 日本での宣伝
日本ではお笑いコンビのオードリーが宣伝キャプテンを務め、予告編やテレビCMに登場、「トゥース！」という決め台詞を絡めて宣伝した。また、イメージソングとしてベッキー♪♯が作詞・歌唱する「エメラルド」が使われた。

## 公開

### 興行成績
北米では公開初週末3日間で43,732,319ドルを稼いで初登場1位となった。それは『モンスターVSエイリアン』の初動成績の59,321,095ドルと比較すると芳しくないものだったが、口コミによる評判で翌週以降の下落率が低く抑えられ、5週目には再び1位に返り咲いた。2011年3月5日現在、北米で217,581,231ドルを稼いでおり、同年内第9位の成績である。

### 批評家の反応・表彰
Rotten Tomatoesの評論家によるレビューは98%（150名中147名）が肯定的なもので、平均点は10点満点中7.8点だった。また、Metacriticでは33のレビューで100点満点中74点だった。
日本では2010年3月、全国子ども会連合会によって映画分野での「子ども会推奨マーク」の認定を受けた。

### 受賞とノミネート
| 映画賞・映画祭                   | 部門                                   | 候補者                                                   | 結果       | 出典          |
| -------------------------------- | -------------------------------------- | -------------------------------------------------------- | ---------- | ------------- |
| アカデミー賞                     | 長編アニメ映画賞                       | ディーン・デュボア クリス・サンダース                    | ノミネート | [ 17 ]        |
| アカデミー賞                     | 作曲賞                                 | ジョン・パウエル                                         | ノミネート | [ 17 ]        |
| アニー賞                         | 長編アニメ映画賞                       |                                                          | 受賞       | [ 18 ]        |
| アニー賞                         | アニメ映画視覚効果賞                   | ブレット・ミラー                                         | 受賞       | [ 18 ]        |
| アニー賞                         | アニメ映画視覚効果賞                   | ジェイソン・メイヤー                                     | ノミネート | [ 18 ]        |
| アニー賞                         | アニメ映画・キャラクター賞             | Gabe Hordos                                              | 受賞       | [ 18 ]        |
| アニー賞                         | アニメ映画・キャラクター賞             | Jakob Hjort Jensen                                       | ノミネート | [ 18 ]        |
| アニー賞                         | アニメ映画・キャラクター賞             | David Torres                                             | ノミネート | [ 18 ]        |
| アニー賞                         | アニメ映画・キャラクターデザイン賞     | Nico Marlet                                              | 受賞       | [ 18 ]        |
| アニー賞                         | アニメ映画監督賞                       | ディーン・デュボア クリス・サンダース                    | 受賞       | [ 18 ]        |
| アニー賞                         | アニメ映画音楽賞                       | ジョン・パウエル                                         | 受賞       | [ 18 ]        |
| アニー賞                         | アニメ映画美術賞                       | Pierre Olivier Vincent                                   | 受賞       | [ 18 ]        |
| アニー賞                         | アニメ映画・ストーリーボーディング賞   | Tom Owens                                                | 受賞       | [ 18 ]        |
| アニー賞                         | アニメ映画・ストーリーボーディング賞   | Alessandro Carloni                                       | ノミネート | [ 18 ]        |
| アニー賞                         | アニメ映画声優賞                       | ジェイ・バルチェル                                       | 受賞       | [ 18 ]        |
| アニー賞                         | アニメ映画声優賞                       | ジェラルド・バトラー                                     | ノミネート | [ 18 ]        |
| アニー賞                         | アニメ映画脚本賞                       | ディーン・デュボア クリス・サンダース ウィル・デイヴィス | 受賞       | [ 18 ]        |
| 英国アカデミー賞                 | アニメ映画賞                           | ディーン・デュボア クリス・サンダース                    | ノミネート | [ 19 ]        |
| 英国アカデミー賞                 | 作曲賞                                 | ジョン・パウエル                                         | ノミネート | [ 19 ]        |
| クリティクス・チョイス・アワード | アニメ映画賞                           |                                                          | ノミネート | [ 20 ]        |
| ゴールデングローブ賞             | アニメ映画賞                           |                                                          | ノミネート | [ 21 ]        |
| ピープルズ・チョイス・アワード   | ファミリー映画賞                       |                                                          | ノミネート | [ 22 ]        |
| サテライト賞                     | アニメーション・ミックスメディア映画賞 |                                                          | ノミネート | [ 23 ]        |
| サターン賞                       | アニメ映画賞                           |                                                          | ノミネート | [ 24 ] [ 25 ] |
| サターン賞                       | 音楽賞                                 | ジョン・パウエル                                         | ノミネート | [ 24 ] [ 25 ] |
| サターン賞                       | 美術賞                                 |                                                          | ノミネート | [ 24 ] [ 25 ] |

### ブルーレイとDVD
日本では2010年12月17日、ブルーレイとDVDの販売・レンタルが同時に開始された。特典映像の内容はほぼ共通だが、ピクチャー・イン・ピクチャーによる作品解説やトリビア（しかし英語音声のみで日本語字幕は無し）がブルーレイにのみ、プリントアウトできる静止画がDVDにのみ収録されている。また、共通部分の中に短編「ボーン・クラッシャーの伝説」（Legend of the Boneknapper Dragon）がある。これは本編の後日譚で、ゲップがヒック達を連れて骸骨ドラゴンを退治に向かうという内容である。

## 続編
2010年4月27日、ドリームワークス・アニメーションのCEOであるジェフリー・カッツェンバーグは、続編映画の計画あり、さらにテレビシリーズの構想もあることを『ハリウッド・レポーター』誌で明らかにした。公開は2014年6月20日を目標としている。2014年4月、"How To Train Your Dragon 2"が全米で公開。6月には世界各国でも順次公開され8月末時点で全世界興行収入6億ドルを稼いだほか、第72回ゴールデングローブ賞アニメ映画賞受賞などの成績を残している。
日本においては未公開の状態が続き、2014年7月には日本国内の有志によりchange.org上にて署名活動が行われ、7000人超の署名を集めた他、デュボア監督が直接署名に参加し、「日本のアニメーションは私に大きな影響を与えました。特に宮崎駿は私のヒーローです」とメッセージを残している。2015年7月にDVD/BDが発売されることになった。
2015年1月31日、第42回アニー賞において、長編作品賞をはじめ6部門で賞を獲得した。
第3作についても公開が決定しており、2018年6月29日の公開日を予定している。

## ゲーム
アクティビジョンより、映画を原作としたアクションアドベンチャーゲームが発売された。機種はWii、Xbox 360、プレイステーション3である。北米では映画公開日と同じ2010年3月26日に発売された。また、遅れて携帯機向けとして、ニンテンドーDS、iPhone版も発売された。